# 尾形比呂和
尾形 比呂和（おがた　ひろかず、1978年12月18日 - ）は、合同会社リベラキャリア代表。
企業と社員が笑顔になれる組織創りコンサルタント、人的資本経営コンサルタントとして活動し、企業研修講師やキャリアコンサルタントとして幅広く活躍している。新卒採用業務支援や、顧客ゼロ・売上ゼロから収益化を目指す研修講師育成トレーナーとしても知られている。大学や高校でもキャリア講師として講座やセミナーを提供する。

## 経歴
東京都出身。
2005年にソフトウェアメーカーに入社し営業部に配属。
2006年にIT企業へ転職し、システム開発に従事。
2013年に同社の人事部に異動し、研修やLMS（ラーニングマネジメントシステム）の導入、採用、ハラスメント防止・メンタルヘルス対策、ストレスチェック制度の設計・運用、コンプライアンス業務などを担当する。「人材育成・キャリア育成」に関わることが現在のキャリアに繋がるきっかけとなる。
2022年に退職し、「笑顔あふれる組織創り」をテーマにリベラキャリアを開業。研修講師、社内教育制度設計コンサルタント、人事教育制度設計、社内キャリアカウンセリング業務、新卒採用支援、学生のキャリア支援などを手掛ける。
2023年、リベラキャリアを法人化し、合同会社リベラキャリアを設立。

## 人物
二児の父。父母会活動に参加し、父母運営の児童クラブでは副会長を務める。これらの経験を活かし、保護者向け講演を実施。キャリアコンサルタントとして、親としての視点を反映した講演を行った。
また、0歳から100歳まで楽しめる楽団をテーマに、、マンドリンのボランティア団体「ほしぞらマンドリンアンサンブル」を主宰し、YouTubeチャンネルに演奏動画を投稿。全国子ども会連合会主催の「マンドリンの生オーケストラといっしょに音楽しようよ！」では、福井・芦別・宮城・熊本の４都市を回り、音楽イベントを成功させる。現在は活動を休止中。
グルメ愛好家でもあり、インスタグラムでは「#グルメオブザピーポー」のハッシュタグを使用し、食べ歩き情報を発信するほか、料理愛好家として「#クッキングオブザピーポー」のハッシュタグで、料理の情報も発信する。

## 資格
国家資格、民間資格問わず数多くの資格を有しており、現在所持している資格は下記の通り。
国家資格：初級システムアドミニストレータ、基本情報技術者、応用情報技術者、第二種衛生管理者、キャリアコンサルタント、3級ファイナンシャルプランニング技能士
民間資格：産業カウンセラー、健康経営アドバイザー、メンタルヘルスマネジメント検定2種/3種、CDA認定キャリアカウンセラー、アスリートキャリアコーディネーター、スポーツ庁 SCSC キャリアセンター認定 ACC相談員、両立支援アドバイザー基礎修了、プロティアンキャリアなど。

## 芸人として
2023年、ワタナベコメディスクールに38期生として入学。一年間養成所生活を送り、2024年に養成所を卒業。「ヒロカズオブザピーポー」の名義でフリー芸人として活動。TikTokやYouTubeでキャリアカウンセリングや研修講師をテーマにしたショート動画を投稿をしている。

## 書籍
『元採用担当が教える！就職・転職の履歴書・職務経歴書の極意』2023年12月8日(Kindle版) 